# Heinz Penin
Heinrich Josef „Heinz“ Penin (* 29. November 1924 in Trier; † 16. September 2020 in Bonn) war ein deutscher Neurologe, Epileptologe und emeritierter Hochschullehrer.

## Leben
Nach dem Besuch des Gymnasiums in Oberhausen und Düren leistete Heinz Penin drei Jahre Kriegsdienst bei der Luftwaffe. Einer drohenden Gefangenschaft entkam er durch eine waghalsige Flucht mit dem Motorrad. Vor Beginn seines Studiums absolvierte er ein verpflichtendes „Trümmersemester“, in dem er half, die Überreste des im Krieg zerstörten Poppelsdorfer Schlosses in Bonn zu beseitigen. Ab 1947 konnte er schließlich sein Medizinstudium aufnehmen. Während seines Studiums trat Penin der Studentenverbindung Novesia Bonn bei.
Nach seinem Medizinstudium in Bonn und Freiburg absolvierte Penin seine Facharztweiterbildung ab 1954 in Bonn bei Hans Jörg Weitbrecht, ergänzt durch eine EEG-Ausbildung 1957 bis 1958 in Freiburg bei Richard Jung.
1965 habilitierte er sich in Bonn für Neurologie und Psychiatrie und wurde Oberarzt an der dortigen Universitäts-Nervenklinik. 1969 wurde er zum außerplanmäßigen Professor ernannt und 1970 zum Leiter der neu geschaffenen Abteilung für klinische Neurophysiologie und experimentelle Neuropsychiatrie.
1975 wurde Penin zunächst kommissarischer Direktor der Bonner Universitäts-Nervenklinik und ab 1978 nach deren Aufteilung erster Inhaber eines Lehrstuhls für Epileptologie in Deutschland sowie dem ersten überhaupt in Europa. In der Folge baute er die Klinik besonnen und nachhaltig aus einschließlich der Planungen des dann von seinem Nachfolger bezogenen Neubaus. 1990 wurde Penin emeritiert, als sein Nachfolger wurde Christian E. Elger berufen.

## Werk
Ein zentraler Aspekt des klinischen und wissenschaftlichen Werks von Penin war die Einführung und kontinuierliche Weiterentwicklung der Aufzeichnung epileptischer Anfälle mit gleichzeitiger EEG-Registrierung (simultane Video/Doppelbild-Aufzeichnung). Bereits 1965 wurde in der Bonner Klinik ein Netzwerk für Magnetband-Aufzeichnungen auf den Stationen und in einem Studio installiert. Durch Bildmischsysteme war es erstmals möglich, die klinischen und bioelektrischen Phänomene von Anfällen mit zwei oder mehr (damals noch Fernseh-)Kameras synchron aufzuzeichnen und anschließend einer detaillierten Analyse zuzuführen. Hierdurch ergab sich die Möglichkeit einer exakten Differentialtypologie epileptischer und auch nichtepileptischer Anfälle. So konnte u. a. nicht nur die internationale Klassifikation epileptischer Anfälle, sondern auch die präoperative Diagnostik erheblich verbessert werden.
Penin war Autor zahlreicher Artikel in deutsch- und fremdsprachigen Fachzeitschriften und Büchern. Daneben war er (Mit-)Herausgeber und Ko-Autor von Büchern.
Von 1968 bis 1969 war er Präsident der Deutschen EEG-Gesellschaft (seit 1996: Deutsche Gesellschaft für Klinische Neurophysiologie und Funktionelle Bildgebung; DGKN) und von 1971 bis 1973 Vorsitzender der Deutschen Sektion der Internationalen Liga gegen Epilepsie (ILAE; seit 2004: Deutsche Gesellschaft für Epileptologie; DGfE). Daneben war er u. a. Initiator und Sprecher des ersten Förderungsprogramms Epilepsieforschung der Deutschen Forschungsgemeinschaft.

## Auszeichnungen
- 1981: „Ambassador for Epilepsy“ der Internationalen Liga gegen Epilepsie und des Internationalen Büros für Epilepsie
- 1990: Bundesverdienstkreuz erster Klasse
- 1994: Ehrenmitgliedschaft der DGfE
- 2012: Otfrid-Foerster-Medaille der DGfE